# 纳尔普
纳尔普（法語：Narp，法語發音：[naʁp]）是法国大西洋比利牛斯省的一个市镇，属于奥洛龙-圣玛丽区。

## 地理
纳尔普（43°22'32"N, 0°49'49"W）面积6.33 平方千米，位于法国新阿基坦大区大西洋比利牛斯省，该省份为法国东南部省份，涵盖了贝阿恩与北巴斯克，西临大西洋比斯開灣，北至朗德省，东北接热尔省，东临上比利牛斯省，南与西班牙接壤。
与纳尔普接壤的市镇（或旧市镇、城区）包括：阿罗瑞宗、卡斯泰特邦、拉斯、蒙福尔、奥里于勒、奥桑克斯。

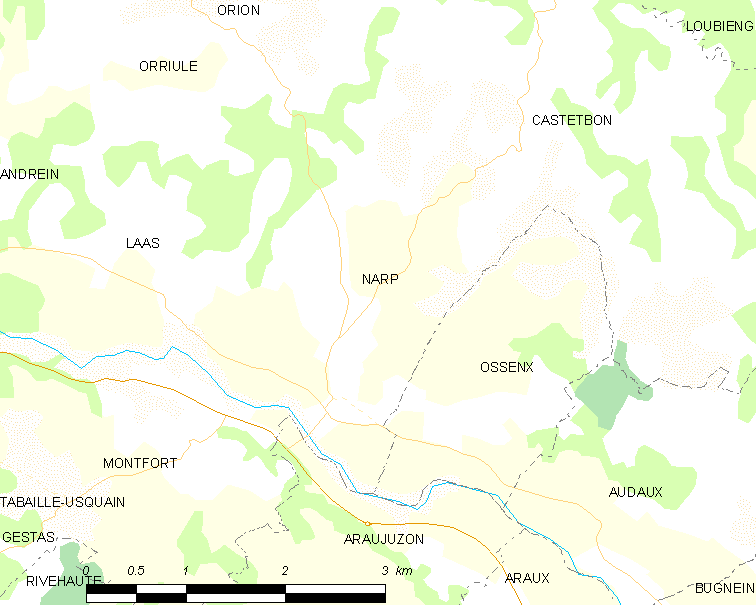
纳尔普的OSM定位图

纳尔普的时区为UTC+01:00、UTC+02:00（夏令时）。

## 行政
纳尔普的邮政编码为64190，INSEE市镇编码为64414。

## 政治
纳尔普所属的省级选区为奥尔泰兹-激流与盐之地县。

## 人口

1962-2008年间纳尔普人口变化图示

纳尔普于2022年1月1日时的人口数量为122人。